# Urheberrecht
Das Urheberrecht ist zunächst das subjektive und absolute Recht auf den Schutz geistigen Eigentums in ideeller und materieller Hinsicht. Als objektives Recht umfasst es die Summe der Rechtsnormen eines Rechtssystems, die das Verhältnis des Urhebers und seiner Rechtsnachfolger zu seinem Werk regeln; es bestimmt Inhalt, Umfang, Übertragbarkeit und Folgen der Verletzung des subjektiven Rechtes.

## Rechtsfamilien
Im Urheberrecht gilt das Schutzlandprinzip. Das anwendbare Recht bestimmt sich immer nach der Rechtsordnung des Staates, in dem Schutz beansprucht wird.

## Objekt des Urheberrechts

### Gesetzgebungstechnik
Das geschützte Objekt des Urheberrechts ist in allen Rechtsordnungen ein Werk der Kunst. Als gesetzgeberische Technik wurde rechtshistorisch zuerst die enumerative Form gewählt, um zu definieren, was als Werk geschützt sein soll. Um jedoch auch technische Neuerungen urheberrechtlich ausreichend erfassen zu können, setzte sich daneben bald die Generalklausel durch. Die meisten Rechtsordnungen setzen heute in Anlehnung an die einflussreiche revidierte Berner Übereinkunft von 1908 auf einen Mischtyp: Dabei wird zunächst in allgemeiner und weiter Form das Schutzobjekt definiert (Deutschland: „Werke der Literatur, Wissenschaft und Kunst“, Frankreich: „œuvre de l’esprit“ nach art. L.112-18 CPI) jedoch durch Auflistungen ergänzt. Der Rechtstradition des common law entsprechend liegen beim britischen Copyright, Designs and Patents Act 1988 und US-amerikanischen Copyright Act of 1976 die Schwerpunkte auf längeren Aufzählungen mit differenzierten Legaldefinitionen zu Beginn der Gesetze.

### Erfordernis derkörperlichen Festlegung („fixation“)
Eine Minderheit von Rechtsordnungen gewährt urheberrechtlichen Schutz nur unter der Bedingung, dass 1. eine körperliche Festlegung des Werks besteht und diese 2. körperlich beständig oder dauerhaft („permanent or stable“, § 101 Copyright Act of 1976) ist. Das bekannteste Beispiel ist § 102 (a) des Copyright Act of 1976:

“Copyright protection subsists, in accordance with this title, in original works of authorship fixed in any tangible medium of expression, now known or later developed, from which they can be […] communicated”

Neben dieser ersten, vor allem im common law verbreiteten Gruppe können drei weitere Gruppen ausgemacht werden: 2. solche die eine beständige körperliche Festlegung nur für bestimmte Werkgattungen – besonders Choreographien – voraussetzen, 3. solche, die hierzu keine Regelung bieten und 4. solche, die ausdrücklich ein solches Erfordernis leugnen.

### Erfordernis derOriginalität
Das Erfordernis der Originalität gehört zu den Kernelementen des modernen Urheberrechts. Es ist zugleich zentrales Element zur Legitimation urheberrechtlichen Schutzes. Gesetzgebungstechnisch stehen zwei Wege zur Verfügung, dieses Merkmal zu umschreiben: Durch die Beschreibung des Entstehungsprozesses oder durch Beschreibung des Ergebnisses; meist wird eine Kombination aus beidem gewählt. In den Rechtsordnungen Kontinentaleuropas steht der Aspekt der Persönlichkeit des Urhebers im Vordergrund: Das Werk sei schon deshalb zu schützen, weil es ein Stück entäußerter, gleichsam materialisierter Persönlichkeit des Urhebers sei. Aus diesem Ansatz heraus wird entsprechend auch das Objekt des Urheberrechts bestimmt – schützenswert ist nur, was Ausdruck der innersten Persönlichkeit des Schöpfers ist. Sprache, Maltechnik oder historische Daten und Geschehnisse können deshalb nicht Objekt des Urheberrechts sein.

### Einzelne Werkarten
Fotografien
Die Fotografie stand im künstlerischen Ansehen historisch zunächst – da vermeintlich bloße Reproduktion der Realität – unterhalb der herkömmlichen Kunstgattungen. Entsprechend erfuhr sie erst relativ spät Anerkennung als urheberrechtlich schützenswerte Kunstgattung. Die rechtlichen Regelungen lassen sich in drei Gruppen einteilen: In zahlreichen Rechtsordnungen stehen Fotografien den anderen Kunstgattungen völlig gleich und genießen regulären urheberrechtlichen Schutz. In einigen anderen Rechtsordnungen werden Fotografien eingeteilt in „künstlerische“ Fotografien (Lichtbildwerke) mit voller und „gewöhnliche“ bzw. „einfache“ Fotografien (Lichtbilder) mit geringerer Schutzebene. Schließlich existiert eine dritte Gruppe von Rechtsordnungen, die Fotografien vom urheberrechtlichen Schutz ausnehmen und einem gesonderten Regelwerk unterstellen.

## Inhaber des Urheberrechts

### Werke mehrerer Autoren
Die Fälle von Co-Autorschaft lassen sich in drei große Gruppen einteilen:
1. Bearbeitungen: Hierunter lassen sich diejenigen Schöpfungen fassen, bei denen auf Grundlage eines bereits vorhandenen Werkes ein anderer ein neues Werk schafft. Wesentliches Merkmal dieser Fallgruppe ist, dass Original und Bearbeitung klar voneinander unterschieden werden können. Das Original bleibt von der Adaption vollkommen unberührt und weiterhin selbstständig nutzbar, die Bearbeitung hingegen kann nicht ohne das Original in modifizierter Form verwandt werden. In diese Fallgruppe gehören etwa das œuvre composite (Art. 113-2 CPI) des französischen und das derivative work (U.S.C. 17 § 101) des US-amerikanischen Urheberrechts.
2. Kompilationen und Anthologien: Diese Fallgruppe zeichnet sich dadurch aus, dass zwar auch hier die schöpferischen Beiträge der einzelnen Autoren klar trennbar bleiben, die einzelnen Beiträge jedoch im Wesentlichen unverändert bleiben. In diese Kategorie fallen die Sammelwerke des deutschen Rechts sowie compilations und collective works nach US-amerikanischem Recht.
3. Gemeinschaftswerke: In diesen Fällen arbeiten mindestens zwei natürliche Personen derart zusammen, dass ein gemeinsames Endprodukt entsteht. Es besteht hierbei die Möglichkeit, dass die einzelnen schöpferischen Beiträge am Ende nicht mehr eindeutig einer Person zugeordnet werden können. Häufig entstammen die Beiträge unterschiedlichen Genres; klassisches Beispiel hierfür ist die Oper.

Die dritte Gruppe ist unter dem Aspekt der Mehrautorschaft die juristisch problematischste: Im Fall der Überschreitung von Genre-Grenzen stellt sich die Frage, ob und wann die Beiträge insgesamt als ein Werk zu bewerten sind. Ferner ist zu klären, welche Rechte am Werk die Autoren gegeneinander bei Differenzen geltend machen können. Eine besondere Problematik bietet in dieser Gruppe die im romanischen Rechtskreis verbreitete Konstruktion des œuvre collective.
Eine weitverbreitete und typische Lösung der ersten beiden Sachprobleme bietet § 11 UrhG-A: Das Urheberrecht steht demnach allen Miturhebern gemeinsam zu. Eine Änderung oder Verwertung des Urheberrechts verlangt eine einstimmige Entscheidung aller Urheber. Manche Rechtsordnungen lassen jedoch bereits die Zustimmung der Mehrheit der Urheber (vgl. in Mexiko Art. 80 Ley Federal del Derecho de Autor) oder gar eines einzelnen Urhebers (Argentinien: Art. 19 Ley de Propiedad Intelectual) genügen. In den meisten Gesetzen finden sich Vorschriften, aus denen hervorgeht, dass bei der Verbindung von verschiedenen Genres – etwa Wort und Musik – nicht ein, sondern zwei separate Werke entstehen. Auch in Abwesenheit einer gesetzlichen Regelung folgen Rechtsprechung und Rechtslehre jedoch fast durchgängig dieser Lösung.

### Auftragsarbeiten
Die unterschiedliche Behandlung von Auftragsarbeiten zeigt paradigmatisch die unterschiedlichen Ansätze des in römischrechtlicher Tradition stehenden Urheberrechts im engeren Sinne (droit d’auteur, diritto di autore) der Länder des Civil Law im Gegensatz zum angelsächsischen Copyright. Hat der Ersteller in Erfüllung vertraglicher Pflichten nach (groben) Vorgaben des Auftraggebers ein Werk hergestellt, bestehen zwei Möglichkeiten, das entstehende subjektive Recht zuzuweisen: Entweder dem Auftraggeber oder dem Auftragnehmer. Die Länder kontinentaleuropäischer Tradition wählen letztere Lösung, wie beispielhaft das portugiesische Recht zeigt:

«O direito de autor pertence ao criador intelectual da obra, salvo disposição expressa em contrário.»

„Das Urheberrecht steht dem geistigen Schöpfer des Werkes zu, soweit durch Vertrag nicht ausdrücklich etwas Anderes vereinbart ist.“

Die Rechtsordnungen des common law wählen für das copyright erstere Möglichkeit:

“Where a literary, dramatic, musical or artistic work, or a film, is made by an employee in the course of his employment, his employer is the first owner of any copyright in the work subject to any agreement to the contrary.”

„Wenn ein literarisches, dramatisches, musikalisches oder künstlerisches Werk oder ein Film von einem Arbeitnehmer im Rahmen seines Arbeitsverhältnisses geschaffen wird, ist sein Arbeitgeber vorbehaltlich einer anderslautenden Vereinbarung der vorrangige Inhaber des Urheberrechts an diesem Werk.“

## Art und Umfang des Urheberrechts
Das Urheberrecht ist ein zeitlich begrenztes Monopolrecht zugunsten des Schöpfers eines Werks.

### Formelle Voraussetzungen urheberrechtlichen Schutzes
Unter dem Einfluss der revidierten Berner Übereinkunft von 1908 gewährt die große Mehrheit der Rechtsordnungen urheberrechtlichen Schutz ungeachtet formeller Voraussetzungen. Eine wichtige Ausnahme bildete bis 1989 das Recht der Vereinigten Staaten: Nach § 401 (a) Copyright Act 1976 mussten alle Vervielfältigungen des Werkes das Zeichen © (C in einem Kreis) tragen. Dies gilt nach wie vor für Werke, die vor dem 1. Januar 1978 erstmals veröffentlicht wurden. Eine weitere Formalität besteht im US-amerikanischen Recht dadurch, dass nach §§ 408–412 Copyright Act 1976 zwei Kopien bzw. Tonträger des Werkes im Copyright Office der Library of Congress hinterlegt werden müssen. Bei Nichtbeachtung droht allerdings höchstens eine Strafzahlung – der urheberrechtliche Schutz bleibt unberührt. Bei der Hinterlegung kann die Registrierung des Werkes beantragt werden, wodurch gewisse prozessrechtliche Vorteile erlangt werden können. Eine ähnliche Regelung besteht auch in Argentinien (vgl. Art. 57–63 Ley de Propiedad Intelectual).

### Dasdroit moral

#### Das Veröffentlichungsrecht
Das deutsche Recht kennt als Bestandteil des Urheberpersönlichkeitsrechtes neben den Verwertungsrechten ein eigenständiges Veröffentlichungsrecht in § 12 UrhG; die Norm wird dort sogar als „Grundnorm des Urheberrechtsschutzes“ bezeichnet. Ungeachtet dieser Stellung im deutschen Recht ist eine vergleichbare Norm der Mehrzahl der Rechtsordnungen fremd: In den skandinavischen Ländern verzichtete man bewusst in den 1960er Jahren auf die Einführung einer solchen Norm; selbst die Gesetze Österreichs und der Schweiz entbehren einer vergleichbaren Norm. Der praktische Unterschied ist dennoch äußerst gering: Da fast alle Funktionen des Veröffentlichungsrechtes auch durch die Verwertungsrechte abgedeckt werden können, wurde selbst in Deutschland seine Notwendigkeit intensiv diskutiert und bezweifelt. Als weitere bedeutende Rechtsordnung kennt Frankreich ein droit de divulgation (Art. L121-2 CPI), das einer gesonderten intestaten Erbfolge unterliegt.
Zu den Verwertungsrechten siehe auch das Nutzungsrecht im Urheberrechtsgesetz (§§ 31 ff UrhG).

#### Dasdroit au respect
Der Schutz des Urhebers gegen die Präsentation seines Werkes in einer seinem Ansehen schädlichen und seinen künstlerischen Überzeugungen widersprechenden Form wird unter dem französischen Terminus droit au respect (deutsch ~ ‚Recht auf Achtung und Respekt‘) diskutiert. Die große Mehrzahl der Urheberrechtsgesetze stimmen zwar darin überein, dass dem Urheber ein solches Recht zusteht; über Reichweite und Maßstäbe bestehen jedoch wesentliche Unterschiede. Die Berner Übereinkunft statuiert seit 1928 [bzw. 1948] in Art. 6bis das Recht des Urhebers, „unabhängig von seinen vermögensrechtlichen Befugnissen und selbst nach deren Abtretung, […] sich jeder Entstellung, Verstümmelung oder sonstigen Änderung des Werkes [oder jeder anderen Beeinträchtigung des Werkes] zu widersetzen, die seiner Ehre oder seinem Rufe nachteilig sein könnten“ (frz.: „Indépendamment des droits patrimoniaux d’auteur, et même après la cession desdits droits, l’auteur conserve le droit […] de s’opposer à toute déformation, mutilation ou autre modification de cette œuvre [ou à toute autre atteinte à la même œuvre], préjudiciables à son honneur ou à sa réputation“).

#### Dasdroit à la paternité
Der französische Begriff droit à la paternité (deutsch ~ ‚Recht auf Anerkennung der Urheberschaft‘) kann in einem engeren und einem weiteren Sinne verstanden werden: Im eigentlichen Sinne umfasst es das Recht des Autors darauf, dass sein Name bzw. sein Pseudonym in Verbindung mit dem Werk dargestellt wird, wenn das Werk an die Öffentlichkeit tritt. Die Berner Übereinkunft statuiert seit 1928 [bzw. 1948] in Art. 6bis das Recht des Urhebers, „unabhängig von seinen vermögensrechtlichen Befugnissen und selbst nach deren Abtretung, die Urheberschaft am Werk für sich in Anspruch zu nehmen“ (frz.: „Indépendamment des droits patrimoniaux d’auteur, et même après la cession desdits droits, l’auteur conserve le droit de revendiquer la paternité de l’œuvre“).
In einem weiteren Sinne umfasst es auch die negative Seite des droit à la paternité im engeren Sinne: Der Urheber kann gegen jede falsche Zuschreibung des Werkes auch dann vorgehen, wenn das Werk nicht der Öffentlichkeit zugänglich gemacht wird. Im weiteren Sinne ist es nicht dem eigentlichen Urheberrecht zuzuordnen, sondern – je nach Rechtsordnung – den Regeln des Persönlichkeitsrechts, des law of defamation oder des Vertragsrechtes.

### Schranken des Urheberrechts
Aus der Sozialbindung des Urheberrechts als geistiges Eigentum rechtfertigen sich bestimmte gesetzliche Schranken, die eine Ausnahme vom Verbot der ungenehmigten Vervielfältigung und Verbreitung darstellen. Zu diesen Ausnahmen zählen neben dem Zitatrecht auch die Katalogbildfreiheit oder die Nutzung verwaister Werke.

#### Zitatrecht
Es ist seit Bestehen urheberrechtlicher Normen anerkannt, dass im Rahmen der künstlerischen und wissenschaftlichen Behandlung urheberrechtlich geschützter Werke dem Urheberrecht Grenzen durch das Zitatrecht gesetzt werden. Im deutschen Urheberrechtsgesetz von 1965 war die Zulässigkeit von Zitaten zunächst abschließend in drei Fällen erlaubt, die Ergebnis einer langen wissenschaftlichen Diskussion waren, jedoch schon bald durch die Rechtsprechung erweiternd ausgelegt wurden. Rechtsordnungen des angelsächsischen und skandinavischen Rechtskreises kannten dagegen schon früh eine flexible Generalklausel: So wird im common law das Zitatrecht von case law zur Doktrin des fair dealing (bzw. fair use) beherrscht. Der deutsche Gesetzgeber hat dem 2008 Rechnung getragen und § 51 UrhG als Generalklausel mit Regelbeispielen ausgestaltet; damit entfällt auch die Beschränkung auf Sprachwerke in § 51 Nr. 2 UrhG aF. Die Regelbeispiele des deutschen Rechts unterscheiden weiterhin zwischen Großzitat und Kleinzitat. Einschränkendes Merkmal ist nach wie vor der Zweck des Zitates: Nur „sofern die Nutzung in ihrem Umfang durch den besonderen Zweck gerechtfertigt ist“, darf zitiert werden.
Dem Gesetzeswortlaut nach unterscheidet das französische Recht in Art. L122-5 Abs. 1 Nr. 3 lit. a CPI zwischen analyse und courte citation, die jedoch nicht der deutschen Einteilung in Groß- und Kleinzitat entsprechen oder in ähnlicher dogmatischer Klarheit wie im deutschen Recht voneinander geschieden werden. Entscheidend wird auch hier auf den caractère critique, polémique, pédagogique, scientifique ou d’information, d. h. den Zweck des Zitats abgestellt. Das italienische Recht bringt demgegenüber einen weiteren Aspekt: Nach Art. 70 Abs. 1 UrhG-I muss das Zitat auch insoweit gerechtfertigt sein, als dem geschützten Werk keine wirtschaftliche Konkurrenz durch das Zitat entstehen soll.

## Übertragung des Urheberrechts

### Übertragung im Todesfall
Das Urheberrecht unterliegt in den meisten Rechtsordnungen den Erbschaftregeln bei Fehlen eines Testaments. Die Erbfolge kann meist ebenso nach den Regeln des allgemeinen Erbrechts testamentarisch festgelegt werden. In einigen Rechtsordnungen des deutschen Rechtskreises (vgl. § 28, § 29 UrhG-D sowie § 23 UrhG-A) ist die Übertragung mortis causa („im Falle des Todes“) auch der einzige Weg, das Urheberrecht zu übertragen.

### Übertragung mittels Verlagsvertrag
Das Verlagsrecht befasst sich damit, wie Nutzungsrechte an einen Verlag übertragen werden können, um eine Veröffentlichung zu ermöglichen.

## Verletzungen des Urheberrechts
Urheberrechtsverletzungen werden in vielen Rechtsordnungen nicht gesondert geregelt, sondern unterliegen den Regeln des allgemeinen Rechts, also regelmäßig des Zivilprozessrechts, des Deliktsrechts und des Strafrechts. Zivilprozessrechtlich ist besonders der einstweilige Rechtsschutz von Bedeutung, um durch schnelles Handeln irreparable Schäden abzuwenden. Ein berühmtes Beispiel einer Sonderregel ist die saisie-contrefaçon (frz. saisie ‚Sicherstellung‘, contrefaçon ‚Nachahmung‘) des französischen Urheberrechts, die es ermöglicht, in höchster Geschwindigkeit urheberrechtswidrig angefertigte Kopien durch den zuständigen Richter oder commisaire de police einziehen zu lassen. Dabei kann das Grundstück des jeweiligen Antragsgegners ohne vorherige Anhörung durchsucht werden.

## Dauer des Schutzes
Im Standardfall – also ein einzelner Autor, der ein eigenes Werk zu Lebzeiten veröffentlicht – gibt die revidierte Berner Übereinkunft eine Mindestdauer von 50 Jahren nach dem Tod des Schöpfers (post mortem auctoris) vor. Die Mitgliedsstaaten können längere Schutzfristen einführen. Zahlreiche Staaten haben die Schutzfrist auf 70 Jahre erhöht, darunter 1965 Deutschland (§ 64 UrhG-D), 1972 Österreich (§ 60 UrhG-AT), 1985 Frankreich (Art. L123-1 Code de la propriété intellectuelle) und 2014 Italien; nochmals deutlich längere Schutzfristen bestehen mit 80 Jahren in Guinea (Art. 42 Gesetz Nr. 043/APN/CP vom 9. August 1980), 99 Jahren in der Elfenbeinküste (Art. 45 Gesetz Nr. 96–564 vom 25. Juli 1996) und 100 Jahren in Mexiko (Art. 29 Ley Federal del derecho de autor).
Die Schutzdauer von Werken anonymer Autoren wird in § 66 UrhG-D, repräsentativ für zahlreiche andere Rechtsordnungen (etwa Frankreich, Schweden, Brasilien), wie folgt festgesetzt: Ist die Identität des Autors unbekannt, gilt die sonst post mortem festgelegte Schutzdauer nicht ab Tod, sondern ab Veröffentlichung. Eine andere Lösung wählt das US-amerikanische Recht in 17 U.S.C. § 302 c): Demnach gelten wahlweise 95 Jahre nach Erstveröffentlichung oder 120 Jahre nach Schaffung des Werkes – wobei jeweils die längere Dauer gilt.

## Internationales Urheberrecht
Grenzüberschreitende Szenarien spielen im Bereich des Urheberrechts eine besonders große Rolle. Dabei sind – wie auch sonst in Fällen mit Auslandsberührung – drei Fragen zu unterscheiden: Zunächst ist die Frage der internationalen Zuständigkeit, also welchen Staates Gerichte über den Fall entscheiden, zu klären; hiernach richtet sich das anzuwendende Kollisionsrecht. Das Kollisionsrecht gibt wiederum Auskunft darüber, welches materielle Recht anzuwenden ist. Zuletzt sind im Bereich des Urheberrechts oftmals fremdenrechtliche Aspekte des jeweiligen nationalen Rechts zu beachten. Die Frage nach dem anwendbaren Recht – das internationale Urheberrecht als Teilgebiet des internationalen Privatrechts (oder besser Kollisionsrechts) – steht dabei im Mittelpunkt des wissenschaftlichen Diskurses.

### Gesetzessammlungen
- UNESCO (Hrsg.): Copyright laws and treaties of the world. Unesco, Paris 1956 (Loseblattsammlung; auch span./frz.: Repertorio universal de legislación y convenios sobre derecho de autor/Lois et traités sur le droit d’auteur).

### Umfassende Darstellungen
- Eugen Ulmer, Gerhard Schricker (Hrsg.): International Encyclopedia of Comparative Law. Volume XIV: Copyright. Mohr Siebeck, Tübingen 2007, ISBN 978-3-16-149058-3.
- Claude Colombet: Grands principes du droit d’auteur et des droits voisins dans le monde. Approche de droit comparé. Litec, Paris 1990, ISBN 2-7111-0991-7.
- Haimo Schack: Urheber- und Urhebervertragsrecht, 7. Auflage Tübingen 2015, ISBN 978-3-16-154125-4.

### Einzelaspekte
- Nils Beier: Die urheberrechtliche Schutzfrist. Eine historische, rechtsvergleichende und dogmatische Untersuchung der zeitlichen Begrenzung, ihrer Länge und ihrer Harmonisierung in der Europäischen Gemeinschaft. C. H. Beck, München 2001, ISBN 3-406-47216-8.
- Alain Strowel: Droit d’auteur et copyright: Divergences et convergences. Étude de droit comparé. Montchrestien, Paris 2000, ISBN 978-2-275-00484-6.

### Dasdroit moral
- Adolf Dietz: Die USA und das „droit moral“: Idiosynkrasie oder Annäherung? Anmerkungen zu einem Problemverhältnis anläßlich  des Beitritts der Vereinigten Staaten zur Berner Konvention. In: GRUR Int. 1989, S. 627–634.
- Gerald Dworkin: The Moral Right and English Copyright Law. In: IIC. 1981, S. 476–492.
- Miriam Kellerhals: Die europäischen Wurzeln des Droit Moral. In: GRUR Int. 2001, S. 438–446.
- Agnès Lucas-Schloetter: Die Rechtsnatur des Droit Moral. In: GRUR Int. 2002, S. 809–815.
- CP Rigamonti: The conceptual transformation of moral rights. In: American Journal of Comparative Law. Band 55, Nr. 1, 2007, S. 67–122.

### Kollisionsrecht
- Jacques Raynard: Droit d’auteur et conflits de lois. Essai sur la nature juridique du droit d’auteur. Litec, Paris 1990, ISBN 2-7111-1073-7.
- Stig Strömholm: Copyright and the Conflict of Laws: A Comparative Survey. Heymanns, Berlin 2009, ISBN 978-3-452-27300-0.

### Legitimation und Philosophie des Urheberrechts
- Johann Gottlieb Fichte: Beweis der Unrechtmäßigkeit des Büchernachdrucks. In: Berliner Monatsschrift. Band 21, 1793, S. 443–483 (uni-bielefeld.de).
- Otto Depenheuer, Klaus-Nikolaus Peifer (Hrsg.): Geistiges Eigentum: Schutzrecht oder Ausbeutungstitel? Zustand und Entwicklungen im Zeitalter von Digitalisierung und Globalisierung. Springer, Berlin/Heidelberg 2008, ISBN 978-3-540-77750-2, doi:10.1007/978-3-540-77750-2.
- Immanuel Kant: Von der Unrechtmäßigkeit des Büchernachdrucks. In: Berlinische Monatsschrift. Band 5, 1785, S. 403–417 (korpora.org).

### Ökonomische Analyse des Urheberrechts
- S. M. Besen: Intellectual property. In: The New Palgrave Dictionary of Economics and the Law. Band II. Macmillan, London 1998, S. 348–352.
- Michele Boldrin, David K. Levine: intellectual property. In: Steven N. Durlauf, Lawrence E. Blume (Hrsg.): The New Palgrave Dictionary of Economics. Palgrave Macmillan, 2008, doi:10.1057/9780230226203.0816.
- David D. Friedman: Clouds and Barbed Wire: The Economics of Intellectual Property. In: Laws Order. Princeton University Press, Princeton/Oxford 2000, ISBN 978-0-691-09009-2, S. 128–144.
- E. Ian und M. Waldman: The effects of increased copyright protection: an analytic approach. In: Journal of Political Economy. Band 92, 1984, S. 236–246.
- William M. Landes, Richard Posner: An Economic Analysis of Copyright Law. In: Donald A. Wittman (Hrsg.): Economic analysis of the law. Blackwell Publishers, Oxford 2003, ISBN 978-0-631-23157-8, S. 83–95.
- Mariateresa Maggiolino: Intellectual Property and Antitrust: A Comparative Economic Analysis of U.S. and EU Law. Edward Elgar Publishing, London 2011, ISBN 978-1-84844-340-2.
- A. Plant: The economic aspect of copyright in books. In: Economica. Band 1, 1934, S. 167–195.
- S. Vaidhyanathan: Copyrights and Copywrongs: The Rise of Intellectual Property and How It Threatens Creativity. New York University Press, New York 2003.

### Geschichte des Urheberrechts
- Monika Dommann: Autoren und Apparate. Die Geschichte des Copyrights im Medienwandel. Fischer Verlag, Frankfurt am Main 2014
- Lisa Sommer: Die Geschichte des Werkbegriffs im deutschen Urheberrecht. Mohr Siebeck, Tübingen 2017, ISBN 978-3-16-155507-7.
- Petya Totcharova: The ABC of Copyright. UNESCO 2010 (online).
- Elmar Wadle: Beiträge zur Geschichte des Urheberrechts. Etappen auf einem langen Weg (Schriften zum Bürgerlichen Recht Band 425). Duncker & Humblot, Berlin 2012, ISBN 978-3-428-13647-6.